# Jakob Sildnik
Jakob Sildnik (* 23. Januarjul. / 4. Februar 1883greg.; † 25. März 1973) war ein estnischer Fotograf, Kameramann und Filmpionier in Estland.

## Leben
Jakob Sildnik war als Fotograf im südestnischen Tartu (deutsch Dorpat) tätig. Er ist vor allem durch die beiden kurzen Stummfilme „Vanaema kingitus“ (Das Geschenk der Großmutter) und „Must teemant“ (Der schwarze Diamant) bekannt geworden, bei denen er die Kamera geführt hatte. Er drehte beide Filme im Jahr 1923 mit dem estnischen Filmregisseur Fjodor Ljubovski. Sie gehören zu den ersten Werken der estnischen Filmgeschichte überhaupt.
Jakob Sildnik war mit Julie Marie Sildnik (1890–1913) verheiratet. Das Paar hatte eine Tochter. Jakob Sildnik wurde im Alter von 90 Jahren bei einem Raubüberfall ermordet.